# الهيئة القومية للكهرباء (السودان)
نشأة هئية القومي للكهرباء في عهد الرئيس السوداني الأسبق جعفر نميري في العام 1975م إلي تعمل ووحدد لها مهام الأشراف علي الشبكة القومية (النيل الأزراق-الشرقية)وفي العام 1985م ألت إليها مسؤالية الأشراف على خدمات الكهرباء بالأقاليم إليها قبل ذلك كانت مهمتها خدمات المياه والكهرباء حتي تم فصلها في العام 1982م لتصبح هئية القومية للكهرباء مسؤالة عن خدمات الكهرباء

## أهم إنجازاتها
- تم أنشا عدد من من محطات في تلك الفترة في العام 2001 محطة قري1
- محطة بحري القديمة
- الوحدة الأولي
- الوحدة الثانية
- محطة قري 4[2]

## تاريخ الألغاء
كانت مهامتها الأهتمام بأدارة خدمات الكهرباء في كل السودان تحت أشرف وزارة الطاقة والتعدين وظلت تدير عمل خدمات الكهرباء حتي إلغاءها في فترة الرئيس عمر البشير قرار إصدار مجلس الوزراء  رقم 169لسنة 2010 والذي قضي بألغاء أمرها وتأسيس الهيئة القومية للكهرباء وايلولة كل عقاراتها ومنقولات وحقوق الهيئة للشركات المنشأة في مجال الكهرباء وتأسس على اسسها الشركة السودانية للكهرباء.